# King of Pop (Michael Jackson-album)
King of Pop er et opsamlingsalbum af den amerikanske musiker Michael Jackson udgivet i anledning af Michael Jacksons 50 års fødselsdag. 

## Disk 1
| #   | Sangtitel                      | Sangskrivere                                            | Album                                    | Længde |  |
| --- | ------------------------------ | ------------------------------------------------------- | ---------------------------------------- | ------ |  |
| 1.  | "Billie Jean"                  | Michael Jackson                                         | Thriller                                 | 4:54   |  |
| 2.  | "Bad"                          | Michael Jackson                                         | Bad                                      | 4:06   |  |
| 3.  | "Thriller"                     | Rod Temperton                                           | Thriller                                 | 5:58   |  |
| 4.  | "Black or White"               | Michael Jackson                                         | Dangerous                                | 4:18   |  |
| 5.  | "Heal The World"               | Michael Jackson                                         | Dangerous                                | 6:26   |  |
| 6.  | "Smooth Criminal"              | Michael Jackson                                         | Bad                                      | 4:18   |  |
| 7.  | "Jam"                          | Michael Jackson, Rene Moore, Bruce Swedien, Teddy Riley | Dangerous                                | 5:40   |  |
| 8.  | "The Way You Make Me Feel"     | Michael Jackson                                         | Bad                                      | 4:58   |  |
| 9.  | "I Just Can't Stop Loving You" | Michael Jackson                                         | Bad                                      | 4:12   |  |
| 10. | "They Don't Care About Us"     | Michael Jackson                                         | HIStory: Past, Present and Future Book I | 4:44   |  |
| 11. | "In The Closet"                | Michael Jackson, Teddy Riley                            | Dangerous                                | 6:32   |  |
| 12. | "Baby Be Mine"                 | Rod Temperton                                           | Thriller                                 | 4:20   |  |
| 13. | "Stranger in Moscow"           | Michael Jackson                                         | HIStory: Past, Present and Future Book I | 5:44   |  |
| 14. | "Come Together"                | John Lennon, Paul McCartney                             | HIStory: Past, Present and Future Book I | 4:02   |  |

## Disk 2
| #   | Sangtitel                        | Sangskrivere                                                                   | Album                                        | Længde |  |
| --- | -------------------------------- | ------------------------------------------------------------------------------ | -------------------------------------------- | ------ |  |
| 1.  | "Will You Be There"              | Michael Jackson                                                                | Dangerous                                    | 7:40   |  |
| 2.  | "Don't Stop 'til You Get Enough" | Michael Jackson                                                                | Off the Wall                                 | 6:04   |  |
| 3.  | "Beat It"                        | Michael Jackson                                                                | Thriller                                     | 4:18   |  |
| 4.  | "Dangerous"                      | Bill Bottrell, Teddy Riley                                                     | Dangerous                                    | 7:00   |  |
| 5.  | "Dirty Diana"                    | Michael Jackson                                                                | Bad                                          | 4:40   |  |
| 6.  | "You Are Not Alone"              | R. Kelly                                                                       | HIStory: Past, Present and Future Book I     | 5:46   |  |
| 7.  | "Remember The Time"              | Michael Jackson, Teddy Riley, Bernard Belle                                    | Dangerous                                    | 4:00   |  |
| 8.  | "Earth Song"                     | Michael Jackson                                                                | HIStory: Past, Present and Future Book I     | 6:46   |  |
| 9.  | "Off the Wall"                   | Rod Temperton                                                                  | Off the Wall                                 | 4:06   |  |
| 10. | "You Rock My World"              | Michael Jackson, Rodney Jerkins, Fred Jerkins III, LaShawn Daniels, Nora Payne | Invincible                                   | 5:40   |  |
| 11. | "Man in the Mirror"              | Siedah Garrett, Glen Ballard                                                   | Bad                                          | 5:18   |  |
| 12. | "Break of Dawn"                  | Dr. Freeze, Michael Jackson                                                    | Invincible                                   | 5:30   |  |
| 13. | "Butterflies"                    | Marsha Ambrosius, Andre Harris                                                 | Invincible                                   | 4:40   |  |
| 14. | "Blood on the Dance Floor"       | Michael Jackson, Teddy Riley                                                   | Blood on the Dance Floor: HIStory in the Mix | 4:14   |  |
| 15. | "Wanna Be Startin' Somethin'"    | Michael Jackson                                                                | Thriller                                     | 6:02   |  |
| 16. | "Billie Jean 2008"               | Michael Jackson                                                                | Thriller 25                                  | 4:38   |  |